# جرارد ووداژ
جرارد ووداژ (لهستانی: Gerard Wodarz; ۱۰ اوت ۱۹۱۳ – ۸ نوامبر ۱۹۸۲) بازیکن و مربی فوتبال اهل لهستان بود.
از باشگاه‌هایی که در آن بازی کرده‌است می‌توان به باشگاه فوتبال روخ خوژوف اشاره کرد.
وی همچنین در تیم ملی فوتبال لهستان بازی کرده‌است.